# MYLE Festival
Das MYLE Festival, das 2022 erstmals in München stattfand, ist ein Autofestival, welches aktuelle Produkte und Konzepte mit einem Rahmenprogramm kombiniert. Das Veranstaltungskonzept entspricht damit weniger klassischen B2C-Automessen. Als Festival in Europa zog es jährlich zehntausende Besucher und wichtige Personen der Automobilindustrie an.

## Vorgeschichte und Motivation

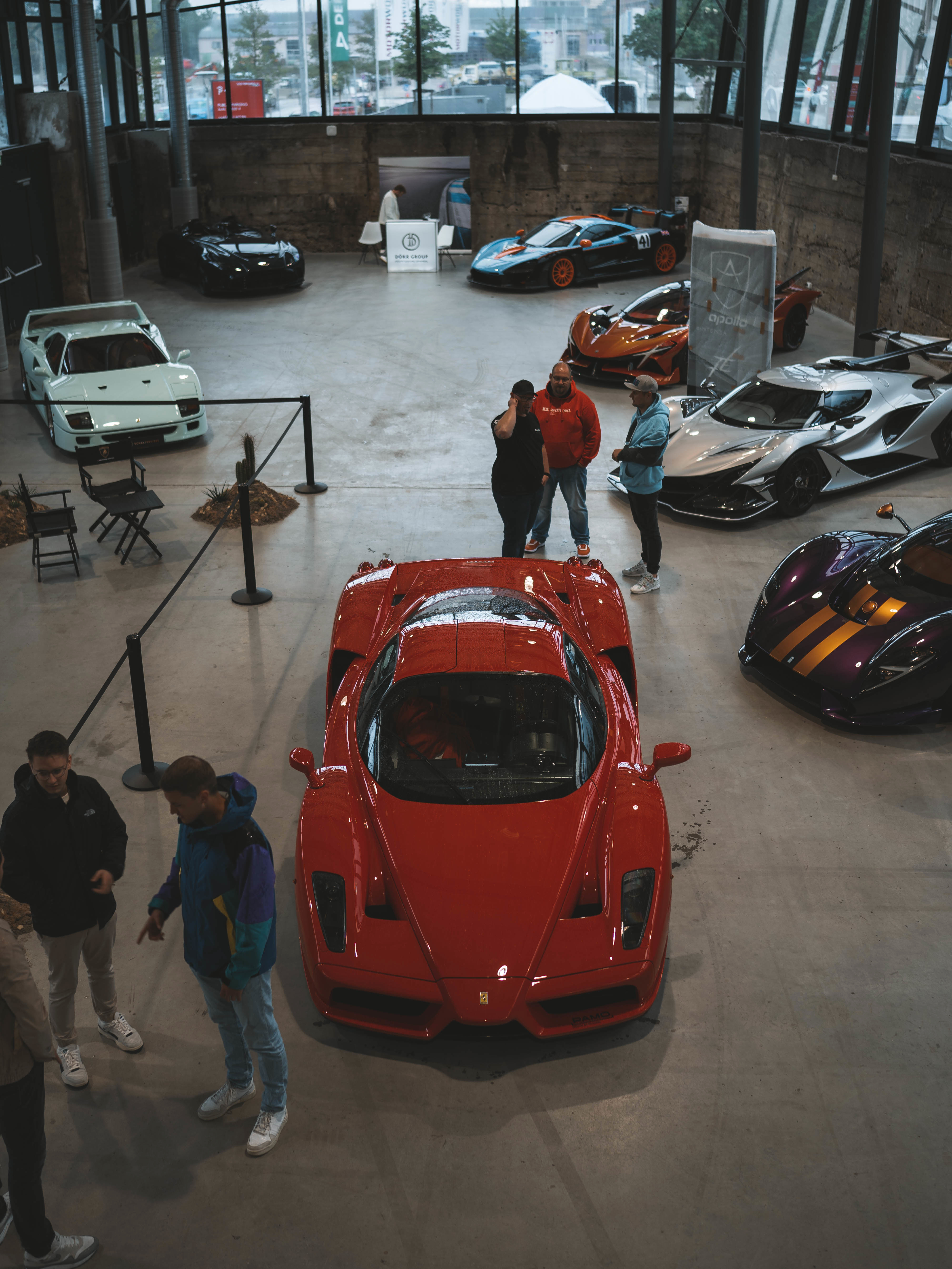
MYLE 2023

Das MYLE Festival wurde im Jahr 2018 ins Leben gerufen. Idee war, eine Plattform zu schaffen, auf der Produkte aus den Bereichen Automotive, Boot, Bike und Future Mobility auf eine erlebbare Weise präsentiert wird. Das Festival ist verglichen mit traditionellen Automessen eine dynamischere und interaktivere Veranstaltung, die aktuelle Trends in der Mobilität mit verschiedenen Lifestyle- und Musikelementen verbindet.
Die Premiere des Festivals sollte ursprünglich vom 17. bis zum 19. April 2020 sein. Durch die Ausbreitung der Covid-19-Pandemie musste die Veranstaltung insgesamt fünf Mal verschoben werden, fand letztlich vom 22. bis zum 24. Juli 2022 zum ersten Mal statt und zog bei ihrer Premiere sofort 23.000 Besucher an. Im Jahr 2023 erlebte das Festival einen Anstieg der Besucherzahl auf 42.000.

## Veranstaltungsort
Das MYLE Festival findet auf dem Gelände der Motorworld München statt. Das Gelände mit 100.000 Quadratmeter Fläche ermöglicht viele Aussteller, Bühnen und Eventbereiche. Dazu gehören die bekannte Münchner Indoor-Konzerthalle Zenith, die Myle Speaker Stage und den Music Circuit.
Zusätzlich zur Veranstaltung in München fand das Festival im April 2024 erstmals in der Schweiz statt. MYLE Zürich konnte am 26. und 27. April 2025 im Kemptthal „The Valley“, einem Veranstaltungsort zwischen Zürich und Winterthur, besucht werden. Der zweite Veranstaltungsort ist Teil der Strategie, das Festival international zu etablieren.

## Programm und Aktivitäten

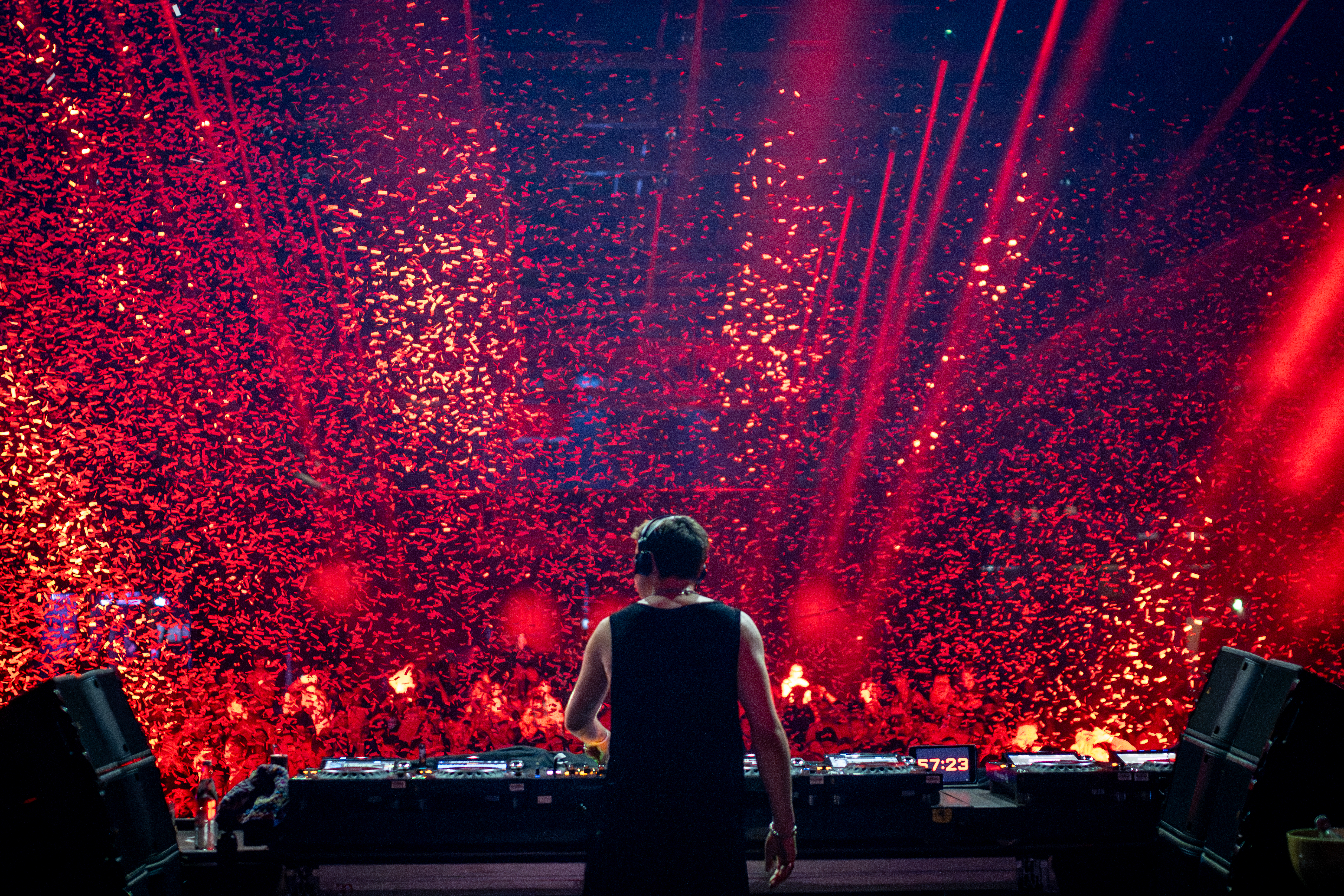
DJ Felix Jaehn bei der Afterparty von MYLE 2024 im Zenith.

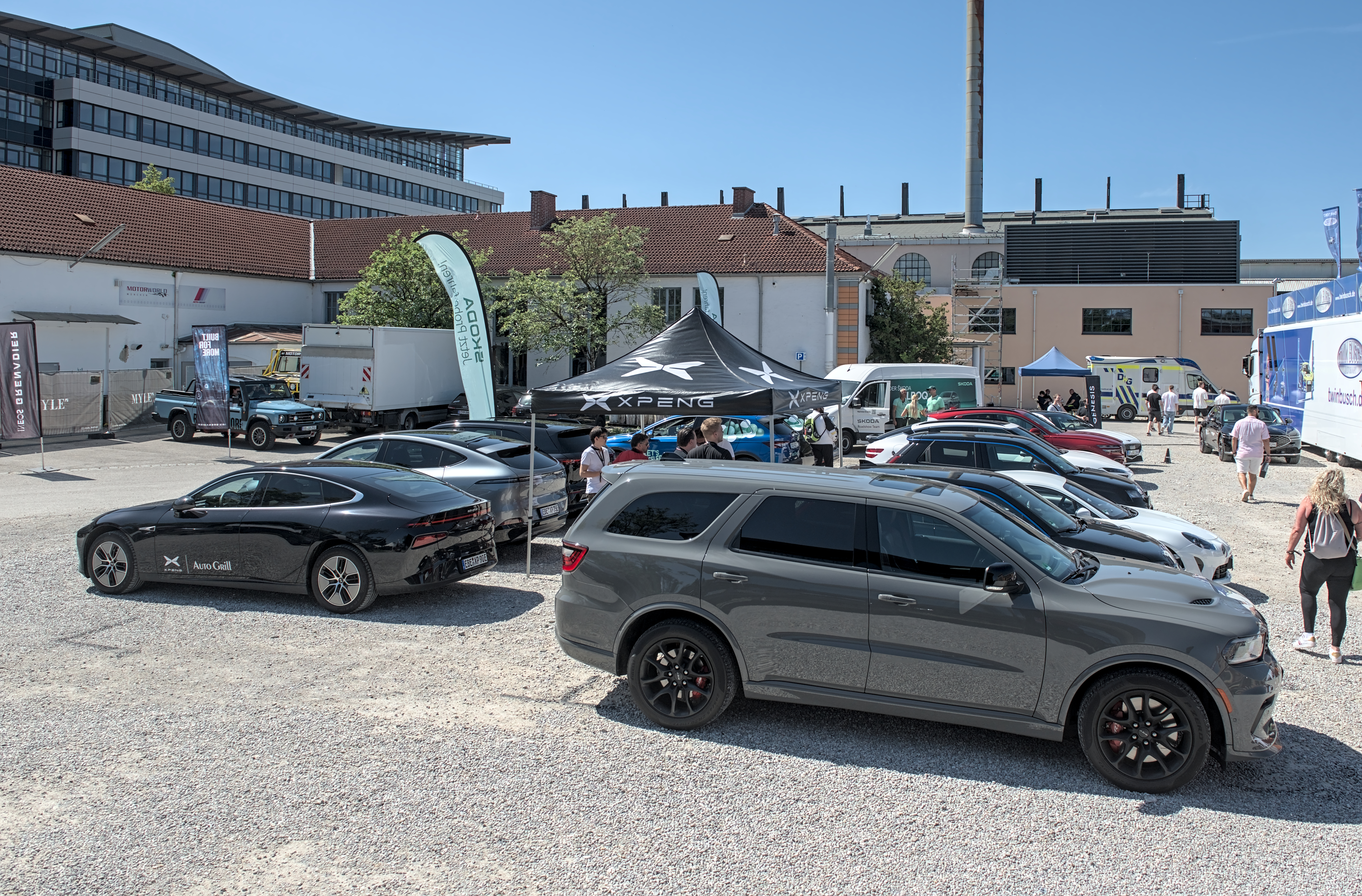
Testfahrten-Bereich, MYLE 2025

Auf dem MYLE Festival präsentieren üblicherweise über 40 Hersteller aus der Automobil- und Mobilitätsbranche ihre neuesten Produkte und Entwürfe. Das sind in erster Linie hochpreisige, leistungsstarke oder in kleinen Stückzahlen produzierte Fahrzeuge, weshalb auch viele Kleinserienhersteller unter den Ausstellern zu finden sind.
Neben den Fahrzeug- und Produktausstellungen werden auf dem MYLE Festival weitere Aktivitäten wie Testfahrten, Simracing-Wettbewerbe und Hubschrauberrundflüge angeboten. In den sogenannten „Masterclasses“ erhalten Besucher tiefere Einblicke in verschiedene Themen rund um die Mobilität wie z. B. den Eigenbau von Carbonteilen. Auf der MYLE „Speaker Stage“ waren neben Persönlichkeiten aus der Automobilindustrie wie Alois Ruf (Ruf Automobile), Constantin Buschmann (Brabus), Hamid Mossadegh, Daniel Abt, Christian Danner und Friedhelm Wiesmann auch andere Personen wie Betty Taube, Inscope21 oder Markus Rühl zu Gast.
Ein weiterer Baustein ist die große „Aftershowparty“ in Münchner Zenith. Hier traten bereits bekannte Künstler wie Felix Jaehn, David Puentez, Avaion, Cassö, DJ Antoine, Mike Candys, STVW, Lovra, Annabel Stop it und weitere auf.
2024 berichtete MontanaBlack im „Summer Stream“ vom MYLE Festival und lud dazu mehr als 45 bekannte Influencer und Streamer ein.

## Zielgruppe und Rezeption
Das MYLE Festival richtet sich an ein breites B2C-Publikum, das von Autofans und Mobilitätsenthusiasten über Technikinteressierte bis hin zu Musikfans reicht. Besonders bei einer jüngeren Zielgruppe erfreut sich das Festival großer Beliebtheit, was durch die dynamische Mischung aus Mobilität und Lifestyle bedingt wird. Dies macht es vor allem für Konzerne attraktiv, die eine jüngere Zielgruppe erreichen und im Zuge ihrer Recruiting-Strategie neue Nachwuchskräfte ansprechen wollen.
Kooperationen mit Fahrerclubs oder Sportwagen-Communities wie Cruisefire und Gumball oder dem Members Club Drivers & Business Club bringen Teilnehmer, die vorwiegend mit ihren eigenen Fahrzeugen kommen. Im Jahr 2024 konnten über 1000 private Super- und Hypercars gezählt werden.